# هورمون‌یاکی

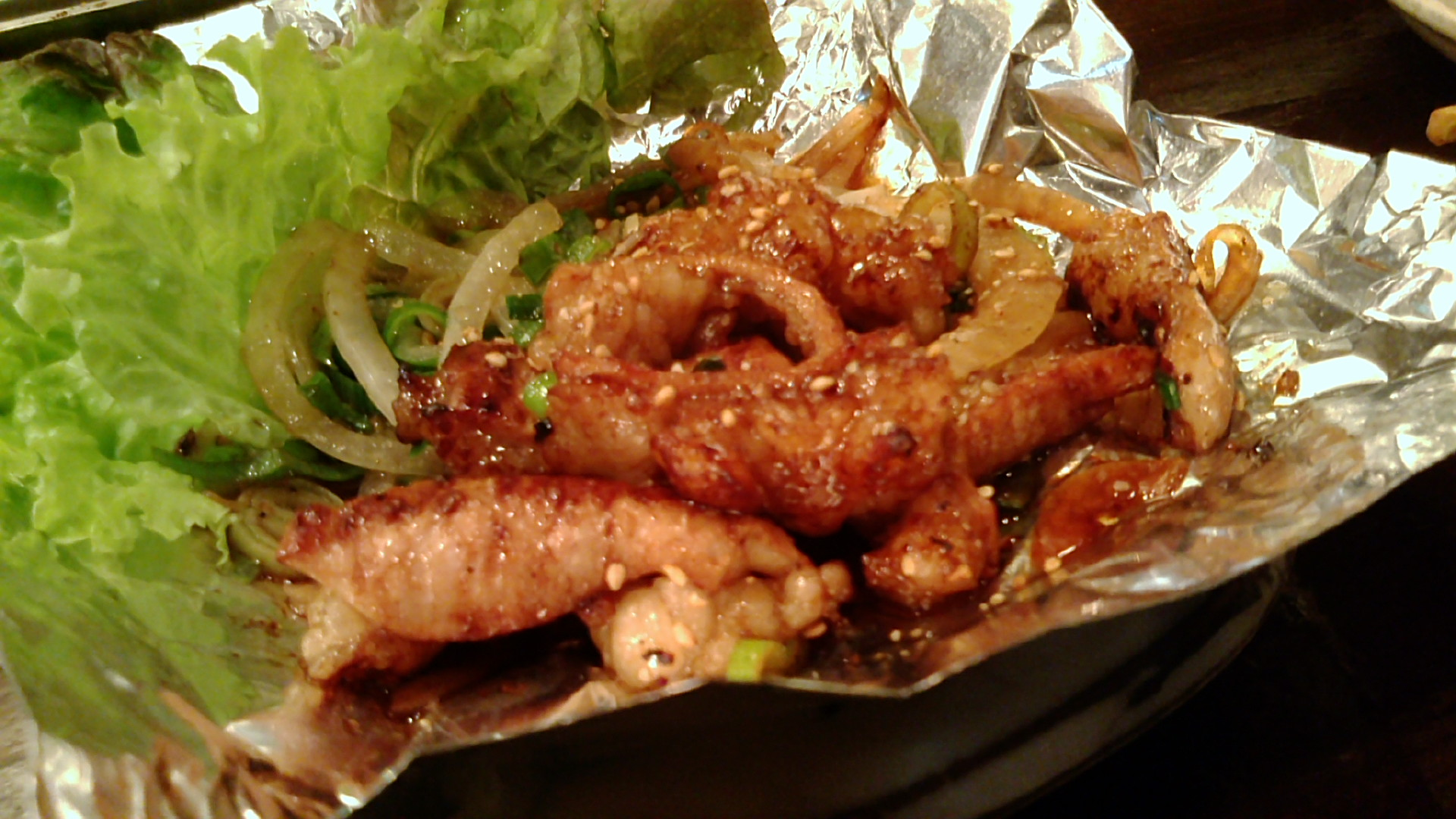
هورمون یاکی

هورمون‌یاکی (انگلیسی: Horumonyaki) در آشپزی ژاپنی به نوعی غذا گقته می‌شود که از فراورده‌های فرعی گوشت (احشا) تهیه می‌شود. در هورمون‌یاکی احشای گاو و خوک مانند قلب، رحم، پانکراس، روده و غیره پخته شده و مورد استفاده قرار می‌گیرد.